# سهره زرد علفزار
سهره زرد علفزار (نام علمی: Sicalis luteola) یک پرنده کوچک گنجشک‌سان است. برخلاف نامش، سهره نیست، بلکه دانه‌خوار است. اینها در گذشته با زردپره‌های نمادین و گنجشک‌های آمریکایی در زردپرگان نمادین (Emberizidae) متحد می‌شدند، اما اکنون به عنوان فرخنده شناخته می‌شوند.
ساکن مناطق گرمسیری آمریکای جنوبی، از جنوب و شرق کلمبیا تا گویان‌ها و اکوادور مرکزی، پرو و برزیل است. پرندگانی که در جنوب آرژانتین و اروگوئه زادآوری می‌کنند، در زمستان استرالیا به بولیوی و جنوب برزیل (سرادو و غیره) مهاجرت می‌کنند. همچنین در آمریکای مرکزی و مکزیک جمعیت‌های جداشده‌ای وجود دارد. در سال ۲۰۰۴ در ترینیداد کشف شد که احتمالاً از ونزوئلا تشکیل کلنی شده بود. از باربادوس نیز شناخته شده است، البته از سال ۱۹۶۰ و اگر زودتر نباشد.
سهره زرد علفزار همان‌طور که از نامش پیداست در مزارع و دیگر علفزارهای بازیافت می‌شود. ماده ۳ تخم به رنگ آبی-سبز کم‌رنگ خالدار قهوه‌ای در لانه فنجانی علفزاری در چمن بلند می‌گذارد و چندین جفت ممکن است در مناطق مناسب نزدیک به یکدیگر زادآوری کنند.
سهره‌های زرد علفزار دانه‌ها و حشرات را می‌خورند و معمولاً به صورت جفت‌جفت یا گروه‌های کوچک دیده می‌شوند.